# 9 км (зупинний пункт, Полтавська дирекція Південної залізниці)
9 кіломе́тр — пасажирський залізничний зупинний пункт Полтавської дирекції Південної залізниці.
Розташований поблизу села Яремівщина, Лохвицького району, Полтавської області на лінії Лохвиця — Гадяч імені Сергієнка Миколи Івановича між станціями Лохвиця (9 км) та Венеславівка (13 км).
На зупинному пункті зупиняються приміські поїзди.